# Radiovce
Radiovce (macedónul: Радиовце, albánul Radoveci) település Észak-Macedóniában, a Pologi körzet Brvenicai járásában.

## Népesség
| Lakosok száma | 461  | 534  | 599  | 630  | 825  | 399  | 1026 | 1049 | 885  |
|               | 1948 | 1953 | 1961 | 1971 | 1981 | 1991 | 1994 | 2002 | 2021 |

2002-ben 1 049 lakosa volt, akik közül 691 albán, 346 macedón, 3 szerb és 9 egyéb.